# Kolasib
Kolasib ist eine Stadt im indischen Bundesstaat Mizoram.
Die Stadt ist Hauptort des Distrikts Kolasib. Kolasib hat den Status einer Town. Die Stadt ist in 10 Wards gegliedert. Sie hatte am Stichtag der Volkszählung 2011 24.272 Einwohner, von denen 12.102 Männer und 12.170 Frauen waren. Christen bilden mit einem Anteil von über 93 % die Mehrheit der Bevölkerung in der Stadt. Hindus bilden eine Minderheit von über 5 %. Die Alphabetisierungsrate lag 2011 bei 97,8 % und damit deutlich über dem nationalen Durchschnitt. 88,4 % gehören den Scheduled Tribes an.
Kolasib ist eine von der Landwirtschaft geprägte Wirtschaft mit einigen wenigen Arbeitsplätzen im Dienstleistungssektor, da es eine Distriktshauptstadt ist.